# Léon Bessières
Léon Bessières (* 2. September 1902 oder 15. September 1905 in Sète; † 13. August 1978 in Bordeaux) war ein französischer Radrennfahrer.

## Sportliche Laufbahn
Bessières (auch Bessière) war im Straßenradsport aktiv. Er war Teilnehmer der Olympischen Sommerspiele 1928 in Amsterdam. Im olympische Straßenrennen kam er auf den 22. Platz. In der Mannschaftswertung kam er mit der französischen Mannschaft auf den 7. Platz. Bessières startete für den Verein Vélo Club de Levallois. 1928 wurde er Zweiter bei Paris–Évreux und bei Paris–Chauny hinter Octave Dayen. 1929 wurde er Berufsfahrer, blieb jedoch ohne Erfolge als Radprofi.